# Tony Werntgen

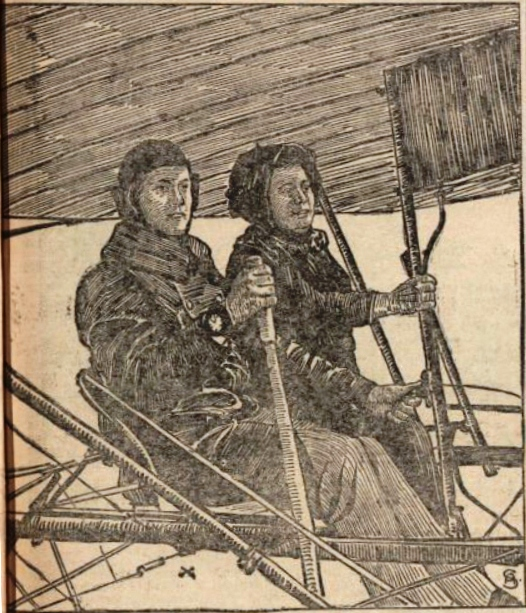
Bruno und Tony Werntgen. Zeichnung aus der Illustrierten Kronen Zeitung v. 28. Februar 1913

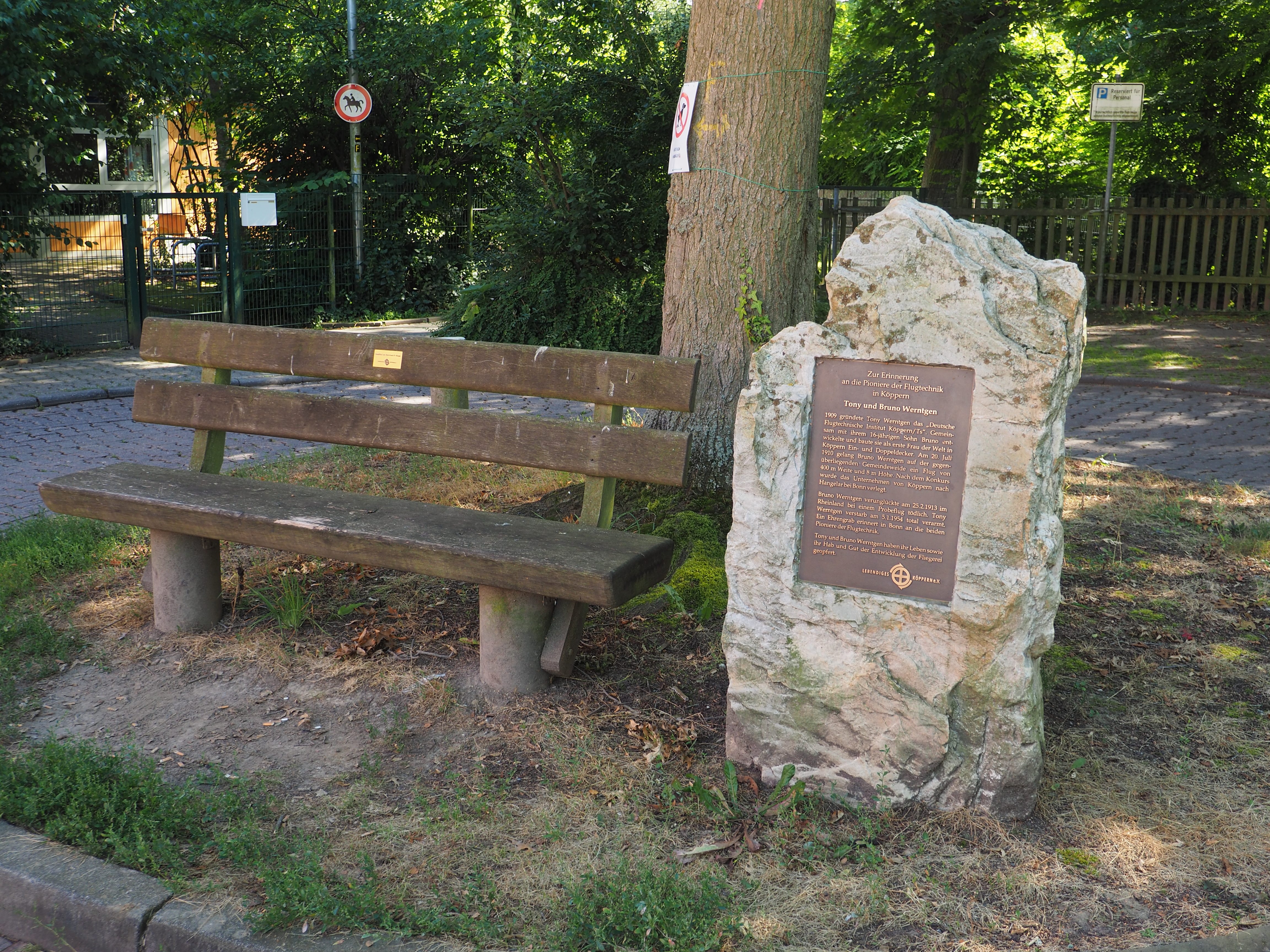
Gedenkstein in Köppern für Tony und Bruno Werntgen

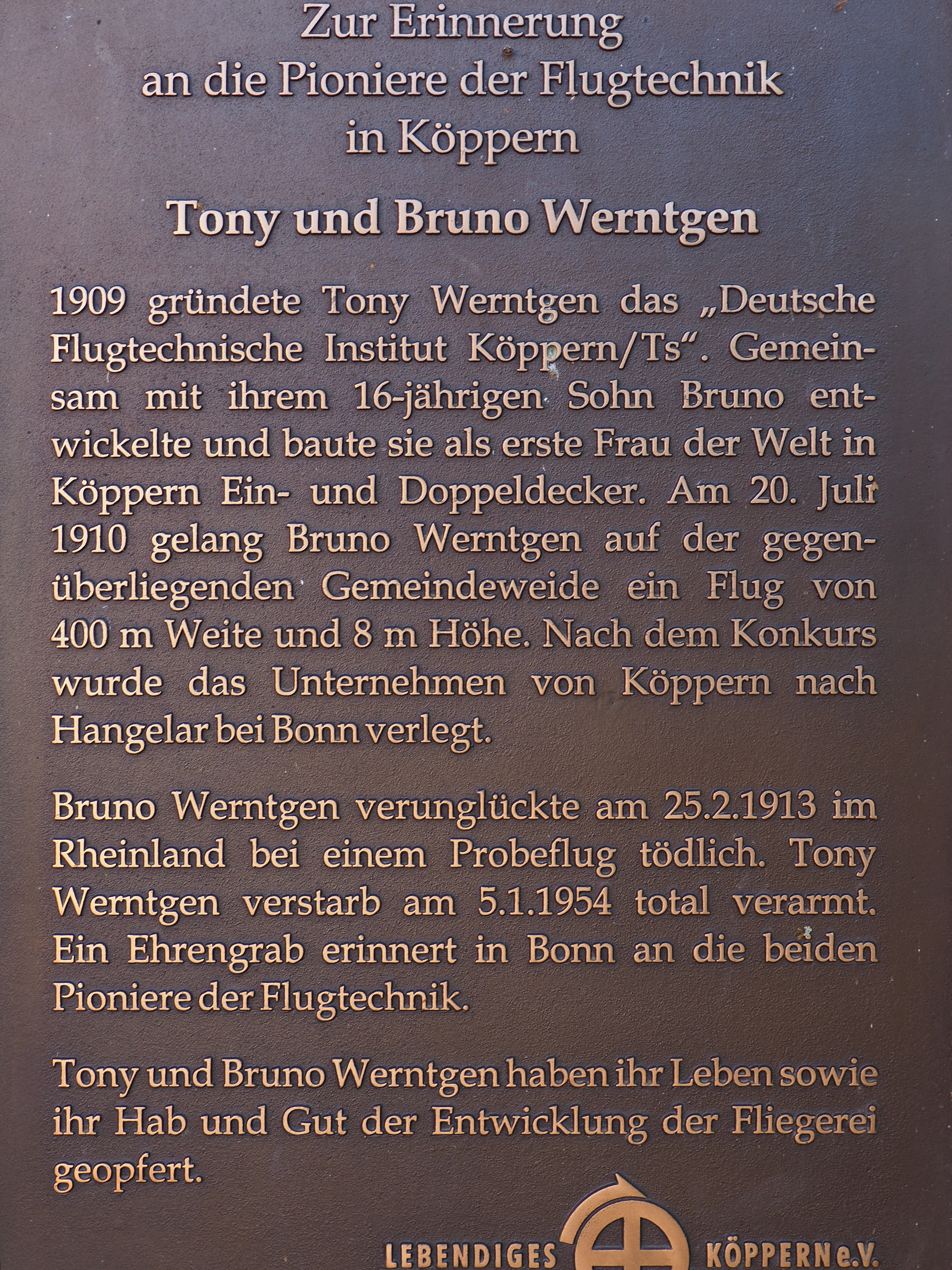
Text des Gedenksteins

Katharina Antoinette Werntgen, genannt Tony Werntgen, (* 25. April 1875 in Ruhrort; † 5. Januar 1954 in Bingen am Rhein) war eine deutsche Unternehmerin, die als Pionierin der Luftfahrt wirkte. Sie gilt als erste Frau in Deutschland, die Flugzeuge produzierte.

## Biografie

### Die Unternehmerin
Über die Kindheit und Jugend von Tony Werntgen ist nichts bekannt. 1893 wurde sie im Alter von 17 Jahren erstmals Mutter. Ihr Sohn hieß Bruno, vier Jahre später bekam sie ihren zweiten Sohn Erik. Verheiratet war sie mit dem Kaufmann Mathias Buschmann. Ob Tony Werntgen sich zu einem unbekannten Zeitpunkt von ihm scheiden ließ, oder ob ihr Mann starb, ist unklar. Mutter und Söhne nahmen den Geburtsnamen der Mutter an.
Um die Jahrhundertwende betrieb Tony Werntgen ein Immobiliengeschäft in Frankfurt am Main. Als 1909 ihr Sohn Bruno, der andernorts studierte, sie dort besuchte, schenkte sie ihm eine Dauerkarte für die Internationale Luftschiffahrt-Ausstellung, die zu dieser Zeit in Frankfurt stattfand. Bruno Werntgen war von der Idee der Luftfahrt derart begeistert, dass er sein Studium abbrach und eigene Entwürfe von Flugzeugen anfertigte. Die Mutter zeigte sich zunächst skeptisch, doch Experten, die sie befragte, darunter der Luftfahrtpionier Johann Schütte, bewerteten seine Konstruktionszeichnungen positiv.
Daraufhin gründete Tony Werntgen Ende 1909 gemeinsam mit „einigen Herren“ das Deutsche Flugtechnische Institut in Köppern im Taunus und investierte 200.000 Mark in das Unternehmen. Das Institut umfasste eine Lehranstalt, eine Versuchsstation und die Produktion; Direktor des Instituts wurde Edmund Bernhard Philipps. Auf dem Gelände befand sich ein 1500 Meter langer und 1000 Meter breiter Platz für Flugkurse. Angeboten wurden auch spezielle Kurse für „Damen“.
Ab dem 1. April 1910 entwickelten Bruno und Tony Werntgen dort zwei verschiedene funktionstüchtige Flugapparate, einen Ein- sowie einen Doppeldecker. Die Flugzeuge schafften erste „Hopser“ bis zu 50 Metern Höhe und Flugzeiten bis zu 17 Minuten. Bruno Werntgen war als Testpilot, Schauflieger und Fluglehrer tätig, obwohl er selbst noch keinen Pilotenschein besaß. Tony Werntgen: „Wir waren glückselig über diese Erfolge, aber den Taunusbauern von Köppern bedeutete das nichts, was wir für einen großen Fortschritt hielten, weil es zu oft vorkam, daß eine der Maschinen nach ein paar Hopsern auf einem Acker landete und ihn verwüstete. Bevor wir das Flugzeug abrollten, musste erst der Flurschaden bezahlt werden.“ Ein Gesuch an die Gemeinde, ihr die Gemeindeweide zu verpachten, wurde abgelehnt; die Schadensersatzforderungen der Bauern verbrauchten einen erheblichen Teil des Kapitals des Unternehmens. Am 7. Dezember 1910 wurde das Konkursverfahren eröffnet, am Tag darauf erfolgte die Zwangsversteigerung, bei der die Werkzeuge, ein Motor und zwei Flugapparate Käufer fanden. Eine Woche später erhielt der 17-jährige Bruno Werntgen als zweitjüngster Deutscher hinter Bruno Jablonsky in Berlin den offiziellen Pilotenschein Nr. 40.
1911 zogen Tony und Bruno Werntgen nach Köln, wo sie auf dem Gelände des Vereins für Luftschiffahrt im linksrheinischen Merheim, einem Exerzierplatz, ein neues Flugunternehmen gründeten. Tony Werntgen lieh sich Geld von Verwandten, um ein Flugzeug für die geplanten Schauflüge ihres Sohnes zu kaufen; so kam das Geld für den Kauf eines Dorner-Eindeckers zusammen. Über einen dieser Flüge berichtete die Mutter später die Anekdote, dass der Motor des Flugzeuges ausgesetzt habe und Werntgen im Gleitflug auf einer Rinderweide notlanden musste. Kurz darauf habe sie einen Strafbefehl über drei Mark Geldstrafe wegen verbotswidrigen Betretens mit einer Flugmaschine erhalten, weil diese Weide wegen Maul- und Klauenseuche gesperrt gewesen war. Dieses Vorkommnis soll auf Kölner Karnevalssitzungen für Lacher gesorgt haben.
Am 1. Mai 1911 absolvierte der Sohn einige Flugrunden vor Zuschauern, später flog auch seine Mutter als Passagierin mit. Bruno Werntgen, für den als „jüngsten Piloten der Welt“ geworben wurde, nahm in der Folge reichsweit an zahlreichen Flugwettbewerben und -schauen teil und gewann auch Preise. Im Dezember 1911 jedoch wurden die Flugübungen durch die Militärverwaltung verboten, da eine potentielle Spionage aus der Luft befürchtet wurde.

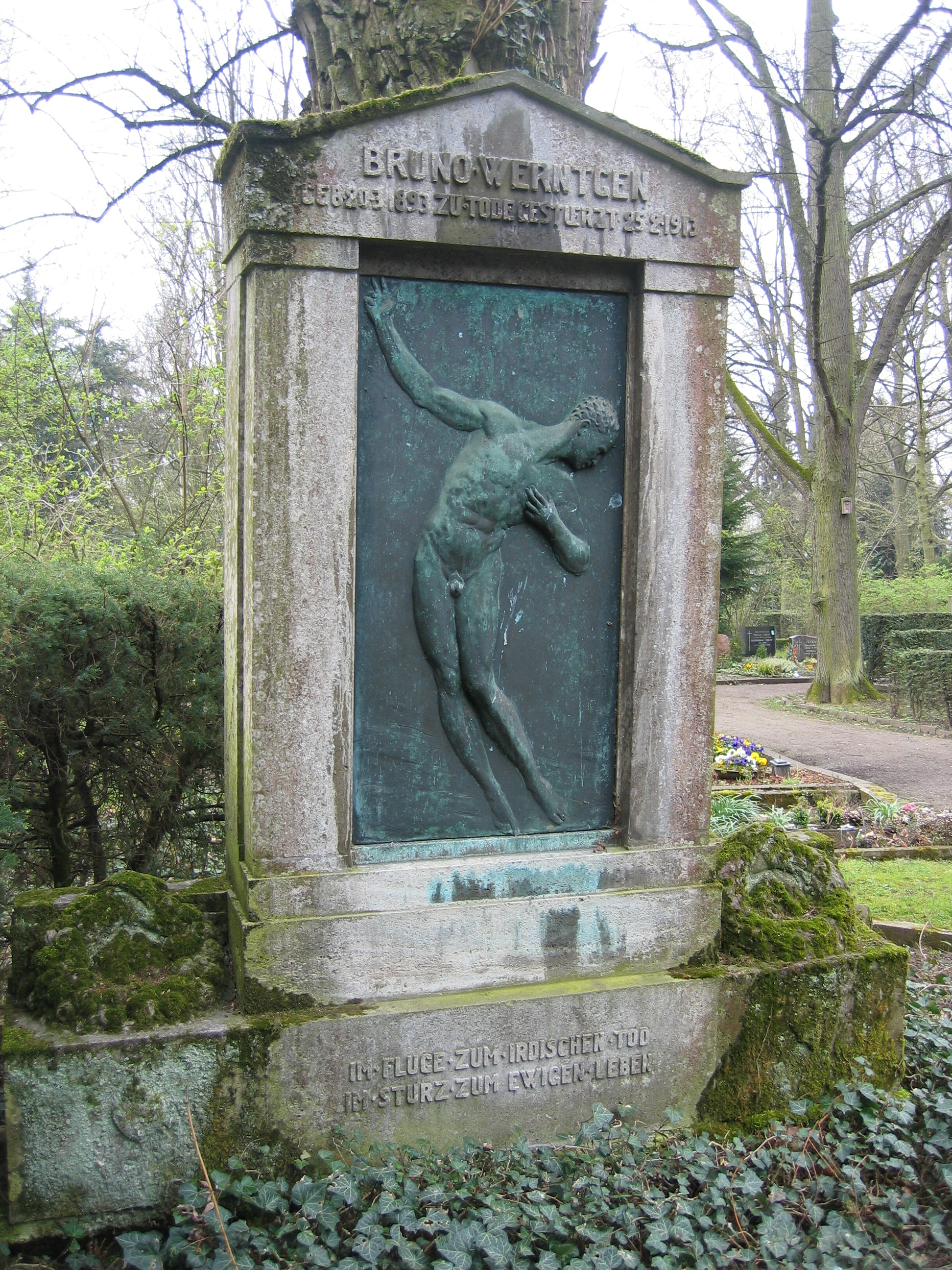
Im Grab von Bruno Werntgen auf dem Bonner Nordfriedhof ist auch die Urne seiner Mutter Tony bestattet.

Tony Werntgen reiste daraufhin nach Berlin, um das Kriegsministerium von der Bedeutung ihres Unternehmens zu überzeugen. Zurück in Köln, versuchte sie sich selbst als Pilotin in der Dorner-Maschine, stürzte aber ab, verletzte sich am Bein und wurde in ein Krankenhaus eingeliefert. Vom Krankenbett aus schrieb sie einen Brief an Prinz Heinrich von Preußen, der als Förderer der Fliegerei bekannt war. In der Folge wurde ihrem Unternehmen zu günstigen Bedingungen der Truppenübungsplatz in Hangelar als Alternative zur Verfügung gestellt: Nutzung auf 20 Jahre unter der Auflage, das Gelände einmal im Jahr der Truppe zu überlassen und sich mit Flugzeugen an den Manövern zu beteiligen. Im Juni 1912 wurde dort mit dem Bau einer Flugzeughalle begonnen. Fast täglich begleitete Tony Werntgen ihren Sohn Bruno auf seinen Flügen.
Am 4. Januar 1913 erfolgte die Gründung der Werntgen Flugunternehmen GmbH, einer Gesellschaft zum Bau von Flugzeugen. Am 25. Februar startete Bruno Werntgen mit dem von ihm gebauten Flugzeug PK 106, das mit einem 106 PS starken Argus-Motor ausgestattet war. Das Flugzeug stürzte ab, und Bruno Werntgen erlitt tödliche Verletzungen. Ohne ihren Sohn konnte Tony Werntgen das Unternehmen nicht weiter betreiben, und im November 1913 folgte eine weitere Zwangsversteigerung.

### Spätere Jahre
Drei Jahre später ging Tony Werntgen eine zweite Ehe mit dem Bankbeamten und Opernsänger Josef Johannes Lindlar (1890–1953) ein; diese Verbindung hielt zwölf Jahre. 1939 verfasste sie über ihren Sohn Bruno das Buch Jungflieger Werntgen. Im Jahr darauf nahm sie erneut ihren Mädchennamen wieder an. Sie lebte inzwischen wie ihr Sohn Erik in Berlin, der beim Deutschen Auswärtigen Dienst tätig war und zudem in populären Filmen als Nebendarsteller auftrat. Im November 1943 erlitt er bei einem Luftangriff schwere Verletzungen, denen er im April darauf erlag. Bis 1945 erhielt Tony Werntgen einen Ehrensold für ihre Verdienste um die Luftfahrtindustrie.
Nach dem Krieg lebte Tony Werntgen verarmt in der Nähe ihres Bruders Wilhelm in Johannisberg im Rheingau. Zu ihrem 75. Geburtstag berichtete die Zeitschrift Revue über sie und spendierte ihr einen Rundflug mit einer modernen Maschine von Pan Am. Am 5. Januar 1954 starb sie nach langer, schwerer Krankheit. Ihre Urne wurde im Familiengrab in Bonn an der Seite ihres Sohnes Bruno bestattet.

## Ehrungen
Am 23. Juli 1953 wurde Tony Werntgen mit dem Bundesverdienstkreuz am Bande ausgezeichnet. 2009 wurde anlässlich des 100-jährigen Jubiläums der Gründung des Deutschen Flugtechnischen Instituts in Köppern ein Gedenkstein für Tony Werntgen und ihren Sohn Bruno enthüllt.